# Amt Löhne
Das Amt Löhne war ein Amt im Kreis Herford in der preußischen Provinz Westfalen und in Nordrhein-Westfalen. Im Rahmen der nordrhein-westfälischen Gebietsreform wurde das Amt zum 1. Januar 1969 aufgelöst. Seine Vorgängerämter waren die beiden Ämter Gohfeld und Mennighüffen.

## Vorgeschichte
Das Gebiet des späteren Amtes Löhne gehörte bis zur Franzosenzeit zu den Ämtern Hausberge und Reineberg des Fürstentums Minden. Von 1807 bis 1810 gehörte das Gebiet zum napoleonischen Satellitenstaat Königreich Westphalen. Die meisten Orte lagen im Kanton Reineberg des Königreichs; nur Mennighüffen und Obernbeck lagen im Kanton Haddenhausen. Zum Kanton Reineberg gehörten damals die Orte Reineberg, Oberbauerschaft, Schnathorst, Tengern, Holsen, Bröderhausen, Hüllhorst, Ahlsen, Büttendorf, Kirchlengern, Quernheim, Stift Quernheim, Klosterbauerschaft, Rehmerloh, Gohfeld, Grimminghausen, Bischofshagen, Jöllenbeck, Depenbrock, Melbergen, Löhne und Falkendiek. Der Kanton Reineberg hatte im Jahr 1808 8.341 Einwohner.
Bei der Annexion großer Teile Norddeutschlands durch Napoleon Bonaparte fielen im Raum Löhne von 1811 bis 1813 alle Gemeinden links der Werre an das Kaiserreich Frankreich. Diese Gemeinden wurden in Kantone und Mairien (Bürgermeistereien) nach französischem Muster gegliedert, die zum Arrondissement Minden im französischen Departement der Oberen Ems gehörten:
- Der Kanton Mennighüffen mit den Mairien Mennighüffen, Dehme, Eidinghausen, Volmerdingsen und Wulferdingsen
- Der Kanton Quernheim mit den Mairien Quernheim (Stift), Hüllhorst, Schnathorst, Klosterbauerschaft und Oberbauerschaft
- Der Kanton Bünde mit den Mairien Bünde, Hiddenhausen, Kirchlengern und Rödinghausen

Gohfeld und Löhne verblieben im Königreich Westphalen und wurden dort dem Kanton Vlotho zugeordnet.
Nach der napoleonischen Niederlage fiel ganz Minden-Ravensberg 1813 zurück an Preußen. Bei der Bildung von Kreisen in der neuen Provinz Westfalen kamen die Orte des späteren Amtes Löhne 1816 zum neuen Kreis Bünde. Der Kreis Bünde wurde 1832 in den Kreis Herford eingegliedert.

## Ämter Gohfeld und Mennighüffen
Im Rahmen der Einführung der Landgemeindeordnung für die Provinz Westfalen wurden 1843 im Kreis Herford die beiden Ämter Gohfeld und Mennighüffen gebildet. Das Amt Gohfeld umfasste die beiden Gemeinde Löhne und Gohfeld, während das Amt Mennighüffen zunächst die Gemeinden Häver, Kirchlengern, Klosterbauerschaft, Mennighüffen, Obernbeck, Quernheim, Rehmerloh und Stift Quernheim sowie den Gutsbezirk Beck-Ulenburg umfasste.
Die beiden Ämter wurden von Anfang an in Personalunion verwaltet. Sie wurden 1851 zu einem Amt Gohfeld-Mennighüffen zusammengeschlossen, 1865 aber wieder formal getrennt. Auch in der Folgezeit wurden sie in meistens in Personalunion verwaltet und oft als gemeinsames Amt angesehen.
Der Gutsbezirk Beck-Ulendorf im Amt Mennighüffen wurde 1901 in die Gutsbezirke Beck und Ulenburg geteilt, die 1929 aufgelöst und zur Gemeinde Ulenburg zusammengefasst wurden.
Am 1. Januar 1919 schieden die sechs Gemeinden Häver, Kirchlengern, Klosterbauerschaft, Quernheim, Rehmerloh und Stift Quernheim aus dem Amt Mennighüffen aus und bildeten das neue Amt Kirchlengern.

## Amt Löhne
Am 1. Oktober 1943 wurden die beiden Ämter Gohfeld und Mennighüffen zu dem neuen Amt Löhne zusammengeschlossen. Zum Amtssitz wurde die Gemeinde Löhne bestimmt. Das Amt umfasste fünf Gemeinden:
- Gohfeld
- Löhne
- Mennighüffen
- Obernbeck
- Ulenburg

Das Amt Löhne wurde zum 1. Januar 1969 durch das Gesetz zur Neugliederung des Landkreises Herford und der kreisfreien Stadt Herford aufgelöst. Seine fünf Gemeinden wurden zu einer neuen Stadt Löhne zusammengeschlossen, die auch Rechtsnachfolgerin des Amtes ist.

## Einwohnerentwicklung
| Jahr | Amt Gohfeld | Amt Mennighüffen | Quelle |
| ---- | ----------- | ---------------- | ------ |
| 1843 | 4.099       | 5.611            | [ 14 ] |
| 1864 | 5.009       | 6.350            | [ 15 ] |
| 1871 | 4.932       | 6.654            | [ 16 ] |
| 1885 | 5.962       | 7.524            | [ 17 ] |
| 1910 | 10.259      | 12.424           | [ 18 ] |
| 1939 | 14.359      | 10.220           | [ 19 ] |
|      | Amt Löhne   |                  |        |
| 1950 | 33.009      | 33.009           | [ 20 ] |
| 1961 | 33.600      | 33.600           | [ 20 ] |